# Bleem!
bleem!是PlayStation遊戲機模擬器之一，由bleem Company開發，於1999年首度推出，適用於IBM PC及世嘉Dreamcast。
“bleem!”這個名稱，是“Best little emulator ever made!”的縮寫。

## 歷史
bleem!模擬器可使原裝PlayStation遊戲光碟在PC及Dreamcast執行，當中供Dreamcast使用的bleem!被稱為“bleemcast!”。模擬器於1999年3月首次推出，產品及後得以商業化。公司由David Herpolsheimer（主席）及 Randy Linden兩人創立及管理。
bleem!在當時的同類型模擬器軟件中，是最先進的產品之一。遊戲在使用低階電腦的bleem!環境下也可全速執行，透過使用組合語言編程下，容許bleem!在最佳化狀態下運行。與同期的產品比較，bleem!更能應用PC的3D圖形硬件及濾波器，其執行遊戲的畫面質素有時甚至比PlayStation遊戲機本身還要好。但模擬器本身亦有問題存在，使部份遊戲無法以bleem!進行。
bleem!另設Dreamcast版本，名為“bleemcast!”，以供用家在Dreamcast上進行《跑車浪漫旅2》（GT2）、《鐵拳3》、《潛龍諜影》（Metal Gear Soild）等當時的暢銷遊戲。公司原擬使其產品能支援全數PlayStation遊戲，但其後隨Sony對bleem!作出起訴而終止。
bleem!使用了低階記憶模擬及其他高風險技術，本身並不能在使用Windows NT架構的環境下執行，包括Windows 2000。由於當時的家用作業系統以Windows 98為主，bleem!設計者曾指其產品將不會支援Windows NT平台的系統，不少用家認為這決定是日後公司倒閉的原因之一。
如果用家需在不支援的平台下執行bleem!，便需使用Virtual PC、VMWare等虛擬平台軟件，執行Windows 98，或是在電腦上多裝一個相容的作業系統。
隨著bleem!的開發公司結束，產品支援也告終止，其他模擬器產品也隨之出現，包括ePSXe等，但部份模擬器仍需PlayStation的BIOS檔方能執行遊戲。

## 爭議
Sony曾對bleem!作出起訴，控告bleem!侵權，指其產品讓用者在非Sony硬體執行PlayStation遊戲，構成不公平競爭。但Sony最後被判敗訴，法庭判決bleem!在產品包裝上使用PlayStation遊戲截圖是屬合理使用，並向Bleem!下發保護令。
雖然bleem!在這場官司獲勝，但公司在隨後面對的訴訟中，因未能完全獲勝而被迫倒閉。